# Euphorbia nuda
Euphorbia nuda är en törelväxtart som beskrevs av Josef Velenovský. Euphorbia nuda ingår i släktet törlar, och familjen törelväxter. Inga underarter finns listade i Catalogue of Life.